# Джин Мекін
Джин Мекін (англ. Jeanne Mackin) — американська письменниця та членкиня Американського антикварного товариства. Серед її опублікованих романів — «Леді з доброї родини», «Прекрасна американка», «Солодке майбуття», «Мрії про імперію», «Війна королеви» та «Француженка». Вона опублікувала трилогію детективів у видавництві «Нова американська бібліотека», пишучи під псевдонімом Анна Маклін. Її детективи також переклали та видали в Японії. Вона є авторкою кількох науково-популярних книжок, а також писала креативні науково-популярні статті та тематичні статті для The New York Times, Americana, Fiberarts та інших національних видань. Працюючи з Finger Lakes Productions, вона допомагала розробляти, писати та редагувати сценарії для національних радіопрограм, зокрема Nature Watch та Ocean Report разом із Сільвією Ерл.

## Життєпис
Мекін здобула ступінь бакалавра англійської мови в Ітака-коледжі та ступінь магістра образотворчих мистецтв з творчого письма в Беннінгтон-коледжі. Раніше працювала розробницею програм та редакторкою сценаріїв для науково-популярної програми про океани планети, яку створювали для національного та міжнародного радіо, Ocean Report. Також була штатною авторкою медіаслужби Корнелльського університету та авторкою The Ithaca Journal та Ithaca Times.
Великий досвід Мекін як викладачки письма розпочався 1990 року в Ітака-коледжі, де працювала викладачкою та академічною консультанткою у Програмі можливостей Ітаки та Програмі можливостей вищої освіти штату Нью-Йорк зі студентами з-поміж меншин та студентами з нетрадиційних верств населення. З 1997 по 2004 рік Мекін викладала письмо в Ітака-коледжі та в програмі магістратури з образотворчих мистецтв у Годдард-коледжі. Була одружена з художником і письменником Стівом Полескі до його смерті 2019 року. Живе у північній частині штату Нью-Йорк.

## Нагороди та почесні відзнаки
- Стипендія з творчого письма від Американського антикварного товариства[3]
- Нагорода за досягнення у викладанні від Ітака-коледжу[3]
- Стипендія Весліанського Університету з літньої програми творчого письма
- Нагорода за видатну майстерність у написанні новин, Рада штату Нью-Йорк у справах університетів та розвитку
- Нагорода за видатну майстерність у написанні новин, Рада з питань розвитку та підтримки освіти, Вашингтон, округ Колумбія
- Почесна відзнака за видатні новинні публікації, Рада з питань розвитку та підтримки освіти, Вашингтон, округ Колумбія

### Романи
- Закохані в Пікассо (2024)
- Остання колекція: Роман Ельзи Скіапареллі та Коко Шанель (2019)
- Пані з доброї родини, видавництво Нова американська бібліотека (2015)
- Прекрасний американець, видавництво Нова американська бібліотека (2014)
- Луїза та кришталевий спостерігач, як Анна Маклін (2006)
- Луїза та сільський парубок, як Анна Маклін (2005)
- Луїза та зникла спадкоємиця, як Анна Маклін (2004)
- Солодке майбуття (2001)[7]
- Мрії імперії (1996)[8]
- Війна королеви (1991)
- Француженка (1989)

### Публіцистика
- «Книга кохання», співредакторка разом із Даян Акерман
- Корнельська книга трав та їстівних квітів

Її твори були опубліковані шістьма мовами.

## Відгуки
Історичний роман Мекін «Мрії імперії» (1996) був схвально сприйнятий, а видання Publishers Weekly зазначило: «Безліч романтики та інтриг, живі характери й вишукані описи часу та простору роблять роман динамічним і насиченим». Kirkus описав його як «вишукану, розумну й чарівну історію, що полонить читача».
Роман «Солодке майбуття» (2001) Кіркус описав як «вміле поєднання історичної белетристики та історії про привидів, а також захопливу медитацію про силу минулого змінювати сьогодення». «Baltimore Sun» розкритикувала історію за відхилення від теми та «створення набагато більше ніж достатньо сучасних збігів, дещо перебільшуючи з усім тим тужінням за втраченим коханим», підсумовуючи, що ця історія є «чудовою розвагою для буремного вечора».
Про романи Мекін писала лауреатка Пулітцерівської премії Елісон Лур'є в журналі «The New York Review of Books», де описала детективи, написані під псевдонімом Анна Маклін, як «історично точні та цікаві».

## Переклади українською
2025 року у видавництві «Лабораторія» вийде український переклад роману «Закохані в Пікассо». Перекладачка — Ольга Бондаренко.